# Flippersimulation
Flippersimulationen sind Computerspiele, die einen Flipperautomaten und zum Teil auch technisch verwandte Systeme wie Pachinko-Automaten simulieren. Dabei wird versucht die Darstellung des Flippertisches und im Besonderen die Physik der Flipperkugel möglichst realitätsnah abzubilden.
Das erste Spiel dieser Art stammt aus dem Jahr 1978 und heißt Video Pinball. Mit dem Pinball Construction Set konnte man sich 1982 seinen eigenen Automaten entwerfen. Diese Kreativitätskomponente steigerte die Beliebtheit des Spieles im Speziellen und des Genres im Allgemeinen.
Es gibt bereits zahlreiche Flippersimulationen zu real existierenden Flippertischen von Williams, Stern, Zacharia und vielen mehr.
Zum einen gibt es lizenzierte Unternehmen die solche Computerspiele unter der Lizenz vom Hersteller verkaufen, zum anderen hat sich eine riesige Community gebildet, die mithilfe von Software zum Erstellen von Flippersimulationen eigene Flipper Tische erstellen. Des Weiteren gibt es Flipper-Emulatoren, die ROM-Images von echten Flipperautomaten auslesen und emulieren können. Ein Beispiel hierfür ist Visual PinMAME.
Die Kombination einer Flippersimulation mit einem virtuellen Flipper bzw. digitalen Flipper ermöglicht die besonders realitätsnahe Nachahmung eines Flipperspiels.

## Bekannte Flippersimulationen (Auswahl)
- 1978: Video Pinball
- 1981: Raster Blaster
- 1982: David’s Midnight Magic
- 1983: Pinball Construction Set
- 1984: Pinball (Computerspiel)
- 1992: Pinball Dreams
- 1992: Pinball Fantasies
- 1995: Pro Pinball: The Web
- 1995: Full Tilt! Pinball
- 1997: Pro Pinball: Timeshock!
- 1998: Pro Pinball: Big Race USA
- 1999: Pokémon Pinball
- 1999: Pro Pinball: Fantastic Journey
- 2000: Visual Pinball
- 2001: Visual PinMAME
- 2006: Odama
- 2006: Metroid Prime Pinball
- 2008: Alien Crush Returns
- 2018: Yoku’s Island Express